# Jan Thorell (simmare)
Jan Yngve Thorell, född 31 juli 1959 i Spånga, är en svensk simmare. Han tävlade för Hedemora SS och Stockholmspolisens IF. Thorell tog totalt nio individuella SM-guld, varav fem på långbana och fyra på kortbana.
Thorell tog brons på 200 meter ryggsim vid Europamästerskapen i simsport 1977 i Jönköping. Samma år tilldelades han Stora grabbars märke. Thorell tog tre SM-guld på 100 meter ryggsim (långbana): 1976, 1977 och 1978. På 100 meter ryggsim (kortbana) tog han guld 1978. På 200 meter ryggsim (långbana) tog Thorell guld 1977 och 1978. Han tog även tre SM-guld på 200 meter ryggsim (kortbana): 1977, 1978 och 1979.